# Товариський матч

Товариський матч

Товари́ський матч, або товариська зустріч — спортивне змагання з командного виду спорту, не обтяжене турнірним значенням. Зазвичай такі зустрічі відбуваються у міжсезоння. Інколи в них допускаються додаткові умови, наприклад необмежена кількість замін, відсутність попереджень тощо.
Метою товариських матчів є тренування тактики, зіграності, награвання ігрових та стандартних комбінацій, визначення основного складу команди в офіційних змаганнях.
Міжнародні товариські зустрічі національних команд інколи відрізняються тим, що ведеться повна статистика, а керівна спортивна організація (наприклад, ФІФА у футболі) може висувати додаткові умови.

## Інтернет-ресурси
- All-Time ABA vs. NBA Exhibition Game Results Remember the ABA – article about NBA vs. ABA exhibitions
- College Basketball Exhibitions: No Longer Open Season CollegeHoopsNet, 16 November 2004 – article about the 2003 NCAA ruling